# باسم يعقوب الحمر
باسم يعقوب يوسف الحمر (ولد في البحرين) مهندس وسياسي بحريني. رئيس جهاز المساحة والتسجيل العقاري. تولى حقيبة وزارة الإسكان من 2011 إلى 2022.

## النشأة والتعليم
ولد في البحرين. والده هو يعقوب يوسف الحمر الذي كان يعمل في الديوان الملكي البحريني (توفي في 2005). لديه ستة أشقاء وهم نبيل (المستشار الإعلامي لملك البحرين بدرجة وزير) وفيصل (وزير الصحة السابق) ونجيب (رئيس مجلس إدارة مؤسسة الأيام للنشر) وعفاف (طبيبة نساء وتوليد) وابتسام وجهاد (سيدة أعمال).
حصل على بكالوريوس الهندسة المدنية من جامعة سان دييغو في الولايات المتحدة. ثم حصل على شهادة الماجستير في إدارة المشاريع من جامعة كولورادو بولدر بالولايات المتحدة.

## المسيرة المهنية
بدأ حياته العملية بالانتساب لقوة دفاع البحرين بوظيفة مهندس في العام 1981. قام بتخطيط وتنفيذ وتشييد وإدارة العديد من المشاريع الإسكانية والوظيفية في فترة شهدت فيها قوة دفاع البحرين مرحلة البناء. تدرج بالمناصب والرتب حتى تاريخ نقله لوزارة الداخلية في العام 2006.
عين الوكيل المساعد للشئون الإدارية في وزارة الداخلية.
عين رئيس الجمارك برتبة عميد في وزارة الداخلية في يونيو 2008. وفور توليه مهام عمله باشر الحمر بوضع وتنفيذ خطة ضخمة لتحديث وتطوير شؤون الجمارك بما يخدم رؤية واستراتيجية 2030. وقد ركز في خطط التحديث والتطوير على تقوية العلاقات الجمركية بين مملكة البحرين والدول الصديقة كما ركز على بناء وتطوير العلاقات الجمركية - التجارية إيمانا بأهمية الدور الذي تلعبه جمارك البحرين في تقوية وتعزيز مكانة المملكة التجارية والاقتصادية والتنافسية. وخلال أشهر قليلة من توليه مهام عمله أشرف على وضع وتنفيذ الخطط الفعالة لبناء الأعمدة الرئيسية الثلاثة لبرنامج التطوير والتحديث والتي تتلخص في تطوير وتقوية المقومات البشرية سواء في شؤون الجمارك أو في قطاع التخليص الجمركي وتحسين وتبسيط وتوحيد الإجراءات الجمركية عبر كافة المنافذ وتوثيقها وتطوير وتحديث النظم الآلية واستحداث أفضل وأحدث الأجهزة التقنية لكافة متطلبات العمل الجمركي. وقد عمل على بناء هذه الأعمدة الثلاثة بالتوازي لكي يتسنى للمملكة عامة وللقطاع التجاري خاصة الاستفادة السريعة من رؤية شؤون الجمارك بتسهيل حركة التجارة والعبور مع رفع كفاءة الجهاز الجمركي في حماية حدود البلاد والمجتمع من كافة المخاطر. كما بادر بتركيز الجهود لتقوية العلاقات المتبادلة بين جمارك البحرين ودول المنطقة خاصة والدول العالمية الصديقة عامة. وتعتبر جهوده لتفعيل وتحسين أوجه العمل باتفاقية التجارة الحرة مع أمريكا عام 2009 مثال على العناية الواضحة التي أعطاها لتفعيل وتطوير الاتفاقيات والمعاهدات التجارية التي وقعتها المملكة مع العديد من دول العالم. وأتى تعيين البحرين في يونيو 2009 عضوا في لجنة السياسات لدى المنظمة العالمية للجمارك شهادة كبيرة في تطوير وتحديث جمارك البحرين حسب أفضل المعايير العالمية. وتأكيدا لهذا النجاح تم في يونيو 2010 التمديد لمملكة البحرين لشغر المنصب نفسه لسنة أخرى.
يتولى عضوية:
- مجلس إدارة شركة نفط البحرين.
- نائب رئيس مجلس إدارة المؤسسة العامة لجسر الملك فهد.
- الهيئة الوطنية للنفط والغاز.

في 23 مارس 2011 أصدر ملك البحرين حمد بن عيسى بن سلمان آل خليفة مرسوم ملكي رقم 19 ينص على تعيين الحمر وزيرا للإسكان.
في 13 مارس 2013 قام هشام بن عبد الرحمن آل خليفة محافظ محافظة العاصمة بتسليم الحمر جائزة ثاني أجمل مبنى حكومي وذلك بعد فوز الوزارة بالمركز الثاني ضمن مسابقة أجمل تزيين مبنى حكومي وخاص والتي أقامتها المحافظة تزامنا مع احتفالات البحرين بالعيد الوطني.
في ديسمبر 2013 وبتوجيهات من ملك البحرين بدأ الحمر سياسة إسكانية لتوزيع 40 ألف وحدة إسكانية بأقصى سرعة ممكنة واستطاع تحقيق هذا الهدف بحلول عام 2022.
شهدت فترة تولي الحمر حقيبة الإسكان إثارة الكثير من الجدل أبرزها:
- زيادة عدد الطلبات الإسكانية من 55 ألف طلب إسكاني إلى 63 ألف طلب إسكاني.
- إيقاف مشروع إحياء فرجان المحرق القديمة.[7]
- توزيع الوحدات السكنية على أساس مذهبي.
- رفع قضايا على مواطنين قاموا بإدخال تعديلات على الوحدات السكنية.[8]
- إيقاف سداد دعم وزارة الإسكان الذي تلتزم به في برنامج مزايا أي بسداد المتبقي من قيمة القسط المستحق للبنك وذلك فيما زاد عن نسبة 25% التي سيسددها المنتفع طوال مدة سداد التمويل حتى 25 سنة.[9]
- التحفظ على مشروع بقانون نيابي يهدف إلى منع تملك الأجانب للعقارات في المناطق السكنية وحصر تملكهم على المناطق الاستثمارية.[10]
- حصر الاستفادة من برنامج مزايا في مطورين عقاريين محددين.[11]
- إلغاء الطلبات الإسكانية للمواطنين الذين لا يشاركون في الانتخابات النيابية والبلدية.[12]
- تصغير مساحة الوحدة السكنية حتى وصولها إلى 160 متر مربع.[13]
- رفض السماح للمنتفعين من الخدمات الإسكانية بتركيب أبراج شركات الاتصالات.[14]
- حرمان مواطنين من بعض المناطق من الاستفادة من المشاريع الإسكانية.[15]
- عدم منح الوحدات الإسكانية للمواطنين رغم مرور أكثر من 25 سنة من الانتظار.[16]
- تعطيل أو إلغاء الطلبات الإسكانية بعد فشل مساعي المواطنين في تحديث بياناتهم.[17]
- منح الحاصلين على الجنسية البحرينية حديثا على الوحدات الإسكانية.[18]
- وقف علاوة السكن حتى إشعار آخر.[19]
- ضم أراضي تابعة لإدارة الأوقاف الجعفرية لمشروع الرملي الإسكاني دون الحصول على إذن من مالكها.[20]
- إيقاف المشاريع الإسكانية عن المواطنين المدنيين واستمرارها للمواطنين العسكريين.[21]

## الحياة الشخصية
متزوج ولديه ابن عبد العزيز يعمل ضابط برتبة نقيب في مكتب رئيس الأمن العام بوزارة الداخلية.
شقيقه الأكبر نبيل يعقوب الحمر المستشاري الإعلامي لملك البحرين ورئيس مجلس إدارة صحيفة الأيام ووزير سابق لشئون الإعلام.

## الإنجازات والتكريم
يحمل العديد من الأوسمة والأنواط:
- وسام الواجب العسكري، 1987.
- وسام الثناء السلطاني، 1987.
- وسام تحرير الكويت، 1991.
- وسام تقدير الخدمة العسكرية من الدرجة الأولى، 1997.
- وسام الشيخ عيسى من الدرجة الرابعة، 2001.
- وسام حوار، 2001.
- وسام البحرين من الدرجة الثانية، 2007.
- وسام الكفاءة من الدرجة الأولى، 2007.
- وسام البحرين من الدرجة الأولى، 2008